# Santa Kennera
Santa Kennera o Cennera è stata, secondo la tradizione, una religiosa scozzese, vissuta intorno al VI secolo. Sarebbe stata educata assieme a sant'Orsola e san Regolo di Patrasso, per poi divenire monaca e vivere da reclusa nel Kirkinner, Wigtownshire (Galloway, Scozia). Il luogo dove visse prende da lei il nome ed è oggi chiamato Kirkinner ("Chiesa di Kennera", anticamente Kirk Cennera). 
In realtà, le origini di Kennera come sono probabilmente diverse, e si tratta di uno dei numerosi esempi di santi propri dell'Europa continentale importati in Scozia successivamente; la sua storia è infatti basata con tutta probabilità su quella di santa Cunera.